# 古今亭今輔 (4代目)
4代目 古今亭 今輔（ここんてい いますけ、明治19年（1886年）5月21日 - 昭和10年（1935年）7月23日）は、落語家。本名：中島市太郎。妻はな（旧姓：土方はな）

## 人物
大阪府大阪市北浜の株屋の出身で「天狗連」で腕を磨き3代目桂文三の門で小文となりセミプロとなった。
一攫千金を狙って東京に出向き、兜町で株式仲買の店に住み込みで働いたが株の暴落で倒産、撞球屋のボーイやプロの連珠師となるも商売としてうまく行かず噺家に戻った。同じ上方出身でもあった初代桂小南の口利きで1909年、10年に初代三遊亭圓右の内輪になって初代三遊亭右女助となった。
1913年3月に人形町末広亭で真打昇進。以降所属は会社派、睦会、などを転々とする。所帯を持った頃、両国の米沢町に「とらや横町」という処があってそこの2階に居を構え弟子達（桃助（後の5代目古今亭今輔））を居候させていた。
その後上野黒門町に居を移し、1923年の関東大震災の時には、妻はなをはじめ大勢の弟子たちを連れて関西へ巡業に行っていた。東京が大地震に見舞われたと聞いて急いで戻ってみると、当時留守番を任せていた「爺や」と呼ばれていた人物が、大八車に家財道具一式を積み込んで上野のお山（上野公園）に避難していた。
この「爺や」というのは妻はなの係累の者で、年相応に所帯も持たずいわば一族の厄介者だった。今輔はそれを引き取って下男として使っていたのであったが、この大震災の時の功労でその後「爺や」には大層手厚くしてやったと言う。
やがて徐々に人気も出て1926年10月に5代目柳亭左楽の斡旋で4代目今輔を襲名。一方今輔夫婦には実子がなく、はなの甥にあたる土方勇（いさむ）（1996年5月6日、77歳没）を大層かわいがっていた。幼い勇をよく高座へ連れて行ったり、勇の方も言われるままに落語の真似事をしては今輔に気に入られていた。
しかし今輔は1934年に咽頭癌を患って声帯を手術したために声が聞こえなくなる。土方勇の話では、この時病院のベッドの上に正座している今輔の姿が写真入りで新聞に載り、「あの今輔が噺家としての命である声を失った」と報じられたと言う。
同年6月29日日本橋倶楽部で引退披露興行を行った。翌1935年7月23日死去。49歳没。墓所は台東区忠綱寺。戒名は「釈真浄」。
その後、「今輔」の名跡は弟子であった桃助が五代目として襲名した。
前名である「右女助」は恩人・初代小南の孫弟子であった桂文七が二代目を、四代目今輔自身の孫弟子である古今亭今之輔が三代目が襲名し、現在は二代目右女助の孫弟子が四代目を名乗っている
東京で上方落語を演じる数少ない人物で地味な口調の人物でもあった。SPレコードも数枚吹き込んでいる。
弟子には恵まれなかったが、後年妻はなのもとへ、今輔の前の名前である「右女助」を襲名することになったと言って、若い孫弟子がはるばる挨拶に来てくれたことがあったという。